# AEG C.I
AEG C.I – niemiecki dwuosobowy samolot rozpoznawczy z okresu I wojny światowej, będący zmodyfikowaną wersją samolotu AEG B.II. Główna różnica polegała na wyposażeniu obserwatora w karabin maszynowy, który mógł służyć do obrony samolotu przed atakami myśliwców oraz zastosowaniu innego napędu. Samolot C.I został wyprodukowany w niewielkiej serii w marcu 1915 r. stając się następnie podstawą dla kolejnych modyfikacji: AEG C.II i AEG C.III.
C.I był pierwszym uzbrojonym samolotem, produkowanym przez wytwórnię AEG.
W samolocie zastosowano silnik rzędowy Benz Bz.III o mocy 150 KM.